# Bowl
Este artículo se refiere a un tipo de partido de Fútbol americano, para el recipiente redondo y cóncavo, vea Bol.

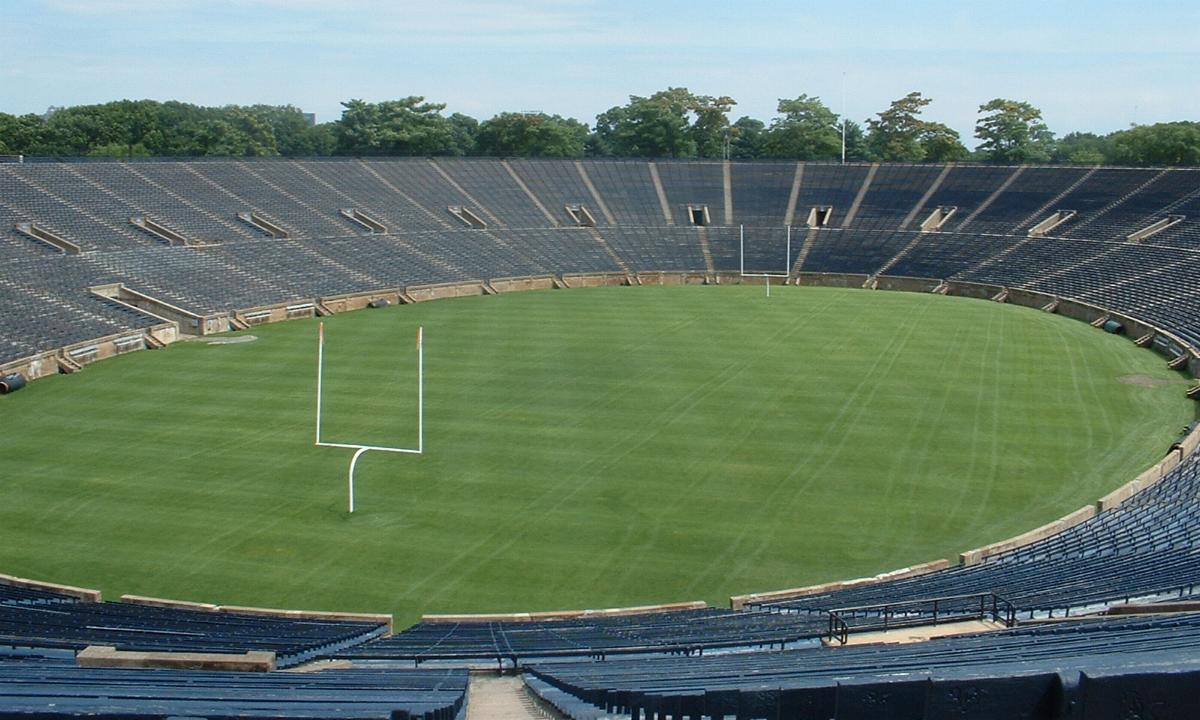
El Yale Bowl, cuya forma originó el término.

Un bowl o bowl game, traducido habitualmente al español como tazón, es un partido único que enfrenta a dos equipos de fútbol americano, canadiense o flag football por un título, campeonato o trofeo, generalmente en el nivel universitario.
El término tiene su origen en el "bowl" más antiguo que existe, el Rose Bowl estadounidense, que se denomina así desde 1923 por el nombre del Estadio Rose Bowl donde se disputa. Anteriormente, este partido, que se celebra desde 1902, se denominaba Tournament East-West football game y se disputaba en Tournament Park. Bowl en idioma inglés significa tazón o cuenco, que es la forma que tiene el Estadio Rose Bowl, construido a semejanza del Yale Bowl. En el fútbol americano profesional se denomina Super Bowl al partido final que establece el campeón anual de la liga nacional.

## Estados Unidos

### Fútbol americano profesional
El bowl más importante del mundo es el Super Bowl, en el que se decide el equipo ganador de la National Football League. Dicho nombre se adoptó en su tercera edición realizada en enero de 1969. La NFL también realiza desde 1950 el Pro Bowl, un partido de estrellas. En las décadas de 1980 a 2000, realizó una serie de partidos de exhibición internacionales con el nombre American Bowl.
La World League of American Football denominaba a su partido final World Bowl.  Por su parte, el partido de campeonato de la Arena Football League se llamaba ArenaBowl.

### Fútbol americano universitario
Dada la gran cantidad de equipos de fútbol americano universitario y la escasa cantidad de partidos por temporada, el campeón nacional de cada temporada de la Football Bowl Subdivision (FBS) de la División I de la NCAA se determinaba históricamente por votación. Los mejores equipos de la temporada regular disputaban partidos interconferencia en diciembre y enero.
En 1940 había cinco tazones: Rose Bowl (1902), Sugar Bowl (1935), Orange Bowl (1935), Sun Bowl (1935), y Cotton Bowl (1937). En 1950, el número se incrementó a ocho. En 1970 ya eran once, quince en 1980 y diecinueve en 1990. Cada conferencia enviaba un único equipo a los tazones: la Pac-10 y la Big Ten al Rose Bowl, la SEC al Sugar Bowl, la Big Eight al Orange Bowl, y la SWC al Cotton Bowl, por ejemplo.
Para determinar un campeón nacional, en 1992 se creó la Bowl Coalition. Los campeones y subcampeones de las conferencias SEC, ACC, Big Eight, Big East y SWC, más el subcampeón de la Pac-10 y los independientes de Notre Dame, jugarían en seis bowls: Sugar, Orange, Cotton, Fiesta, Gator y John Hancock. Los dos mejores equipos disputarían el título nacional como parte del Sugar Bowl en 1992, y el Orange Bowl en 1993 y 1994.
El sistema se convirtió en la Bowl Alliance, contando con solamente tres bowls: Fiesta, Sugar y Orange, que serían sede del campeonato nacional en 1995, 1996 y 1997. Con la desaparición de la SWC al finalizar la temporada 1995, los cupos se asignaban a los mejores equipos de las cuatro conferencias principales (SEC, ACC, Big Eight y Big East) o el de Notre Dame, según su posición en la votación nacional. Sin embargo, los campeones de la Pac-10 y la Big Ten seguían ausentes por disputar el Rose Bowl.
En 1998 se creó la Bowl Championship Series (BCS), que contaba con cuatro bowls: Rose, Sugar, Orange y Fiesta. El partido de campeonato se disputaba entre los dos primeros en la votación nacional, incluyendo por tanto a las conferencias Pac-12, Big Ten y menores además de las cuatro ex Bowl Alliance. Los equipos de los demás bowls se asignaban según afiliaciones: los campeones de la Pac-12 y la Big Ten al Rose Bowl, el campeón de la SEC al Sugar Bowl, el campeón de la ACC al Orange Bowl, el campeón de la Big 12 al Fiesta Bowl, y el subcampeón de la Big 12 al Cotton Bowl.
Hasta 2006, la sede del cuya sede rotaba entre los cuatro bowls. A partir de 2007, el campeonato nacional se disputa en un partido adicional llamado BCS National Championship Game, que se celebra una semana después de aquellos.
La BCS se sustituyó por el College Football Playoff en la temporada 2014. Los cuatro mejores equipos se enfrentan en semifinales, y los ganadores avanzan al College Football Championship Game para determinar el campeón nacional.
En los partidos que no formen parte de las semifinales, los equipos se determinarán mediante prioridades: los campeones de la Big Ten y la Pac-12 al Rose Bowl; los campeones de la SEC y la Big 12 al Sugar Bowl; y el campeón de la ACC y el subcampeón de la SEC, Big Ten o Notre Dame al Orange Bowl.

### College Football Playoff
| Nombre                             | Primera edición | Ciudad                  | Estadio               |
| ---------------------------------- | --------------- | ----------------------- | --------------------- |
| College Football Championship Game | 2014            | Rota anualmente         | Rota anualmente       |
| Rose Bowl                          | 1902            | Pasadena, California    | Rose Bowl             |
| Orange Bowl                        | 1935            | Miami, Florida          | Hard Rock Stadium     |
| Sugar Bowl                         | 1935            | Nueva Orleáns, Luisiana | Louisiana Superdome   |
| Cotton Bowl                        | 1937            | Arlington, Texas        | AT&T Stadium          |
| Peach Bowl                         | 1968            | Atlanta, Georgia        | Mercedes-Benz Stadium |
| Fiesta Bowl                        | 1971            | Glendale, Arizona       | State Farm Stadium    |

### Otros bowls
| Nombre       | Primera edición | Ciudad                | Estadio               |
| ------------ | --------------- | --------------------- | --------------------- |
| Citrus Bowl  | 1947            | Orlando, Florida      | Estadio Camping World |
| Holiday Bowl | 1978            | San Diego, California | Estadio Qualcomm      |
| Alamo Bowl   | 1993            | San Antonio, Texas    | Alamodome             |
| Sun Bowl     | 1935            | El Paso, Texas        | Estadio Sun Bowl      |
| Gator Bowl   | 1945            | Jacksonville, Florida | EverBank Field        |
| Citrus Bowl  | 1945            | Orlando, Florida      | Estadio Citrus Bowl   |
| Outback Bowl | 1945            | Tampa, Florida        | Raymond James Stadium |

- Armed Forces Bowl Fort Worth, Texas
- Bahamas Bowl Nasáu, Bahamas
- Belk Bowl Charlotte, Carolina del Norte
- Birmingham Bowl Birmingham, Alabama
- Boca Raton Bowl Boca Raton, Florida
- Cactus Bowl Phoenix, Arizona
- Camellia Bowl Montgomery, Alabama
- Famous Idaho Potato Bowl Boise, Idaho
- Redbox Bowl Santa Clara, California
- Dollar General Bowl Mobile, Alabama
- Hawaii Bowl Honolulu, Hawái
- First Responder Bowl Dallas, Texas
- Independence Bowl Shreveport, Luisiana
- Las Vegas Bowl Las Vegas, Nevada
- Liberty Bowl Memphis, Tennessee
- Frisco Bowl Frisco, Texas
- Military Bowl Annapolis, Maryland
- Music City Bowl Nashville, Tennessee
- New Mexico Bowl Albuquerque, Nuevo México
- New Orleans Bowl Nueva Orleans, Luisiana
- Pinstripe Bowl Nueva York (Bronx), Nueva York
- Quick Lane Bowl Detroit, Míchigan
- Camping World Bowl Orlando, Florida
- Gasparilla Bowl Tampa, Florida
- Texas Bowl Houston, Texas

### Orden de prioridad
| Nombre                                                            | Equipo      | Equipo      |
| ----------------------------------------------------------------- | ----------- | ----------- |
| College Football Championship Game (No es denominado como «bowl») | Finalista 1 | Finalista 2 |
| Rose Bowl                                                         | 1.º Big Ten | 1.º Pac-12  |
| Sugar Bowl                                                        | 1.º Big 12  | 1.º SEC     |
| Orange Bowl                                                       | 1.º ACC     | Otro        |
| Cotton Bowl                                                       | Otro        | Otro        |
| Fiesta Bowl                                                       | Otro        | Otro        |
| Peach Bowl                                                        | Otro        | Otro        |
| Citrus Bowl                                                       | 3.º Big Ten | 3.º SEC     |
| Alamo Bowl                                                        | 3.º Big 12  | 3.º Pac-12  |
| Outback Bowl                                                      | 4.º Big Ten | 4.º SEC     |
| Holiday Bowl                                                      | 5.º Big Ten | 4.º Pac-12  |
| Russell Athletic Bowl                                             | 3.º ACC     | 4.º Big 12  |
| Gator Bowl                                                        | 6.º Big Ten | 5.º SEC     |

### División III
- Stagg Bowl

## México
- Tazón Azteca
- Tazón de las Estrellas

## Otros
La World League of American Football denominaba a su partido final World Bowl, y la final de la Liga Europea de Fútbol Americano se conoce como Eurobowl.